# R Возничего
R Возничего (лат. R Aurigae), HD 34019 — двойная звезда в созвездии Возничего на расстоянии приблизительно 739 световых лет (около 227 парсеков) от Солнца. Видимая звёздная величина звезды — от +14m до +6,7m.

## Характеристики
Первый компонент — красный гигант, пульсирующая переменная звезда, мирида (M) спектрального класса M6,5e-M9,5e, или M6,5-8,5e, или M7III. Радиус — около 300 солнечных. Эффективная температура — около 3284 К.
Второй компонент (HD 233095) — жёлтая звезда спектрального класса G0. Видимая звёздная величина звезды — +8,6m. Радиус — около 2,08 солнечных, светимость — около 5,975 солнечных. Эффективная температура — около 6255 К. Удалён на 48 угловых секунд.